# Рид Крик (Џорџија)
Рид Крик (енгл. Reed Creek) насељено је место без административног статуса у америчкој савезној држави Џорџија.

## Демографија
По попису из 2010. године број становника је 2.604, што је 456 (21,2%) становника више него 2000. године.
| Група             | 2000.         | 2010.         |
| Белци             | 2.095 (97,5%) | 2.422 (93,0%) |
| Афроамериканци    | 32 (1,5%)     | 110 (4,2%)    |
| Азијати           | 5 (0,2%)      | 19 (0,7%)     |
| Хиспаноамериканци | 1 (0,0%)      | 27 (1,0%)     |
| Укупно            | 2.148         | 2.604         |